# ユール・シンク・オブ・ミー
「ユール・シンク・オブ・ミー」（You'll Think of Me）は、キース・アーバンの楽曲である。作詞作曲は、ダレル・ブラウン、タイ・レイシー、デニース・マッコスキーの3人による共作。2002年に発売された3作目のオリジナル・アルバム『ゴールデン・ロード』に収録されたのち、2004年1月6日に同作からの第4弾シングルとしてリカットされた。シングルはBillboard Hot 100で最高位24位、Adult Contemporaryチャートで最高位2位を獲得した。

## ミュージック・ビデオ
2004年1月に「ユール・シンク・オブ・ミー」のミュージック・ビデオが公開され、ミュージック・ビデオの監督はサム・エリクソンが務めた。公開から10年後の2014年4月18日にはHDリマスターが施されたミュージック・ビデオがアーバンの公式YouTubeチャンネルで公開され、1563万回を超える総再生回数を記録した。

## リリース・評価
「ユール・シンク・オブ・ミー」は、2002年10月8日に発売されたオリジナル・アルバム『ゴールデン・ロード』の5曲目に収録された。発売から2年後の2004年4月6日に『ゴールデン・ロード』からの第4弾シングルとしてリカットされ、その後『デイズ・ゴー・バイ』、『グレイテスト・ヒッツ-18キッズ』、『iTunes Originals』、『The Story So Far』などのコンピレーション・アルバムに収録された。
本作は、2004年の第47回グラミー賞で最優秀男性カントリー・ヴォーカル・パフォーマンス賞にノミネートし、翌年の第48回グラミー賞で最優秀男性カントリー・ヴォーカル・パフォーマンス賞を受賞した。

## シングル収録曲
| 全作詞・作曲: ダレル・ブラウン、タイ・レイシー、デニース・マッコスキー。 |                              |                                                                        |                                                                        |      |
| #                                                                        | タイトル                     | 作詞                                                                   | 作曲・編曲                                                             | 時間 |
| 1.                                                                       | 「You'll Think of Me」(edit) | ダレル・ブラウン （ 英語版 ） 、タイ・レイシー、デニース・マッコスキー | ダレル・ブラウン （ 英語版 ） 、タイ・レイシー、デニース・マッコスキー | 3:48 |
| 2.                                                                       | 「You'll Think of Me」(edit) | ダレル・ブラウン （ 英語版 ） 、タイ・レイシー、デニース・マッコスキー | ダレル・ブラウン （ 英語版 ） 、タイ・レイシー、デニース・マッコスキー | 3:48 |
| 3.                                                                       | 「You'll Think of Me」(edit) | ダレル・ブラウン （ 英語版 ） 、タイ・レイシー、デニース・マッコスキー | ダレル・ブラウン （ 英語版 ） 、タイ・レイシー、デニース・マッコスキー | 3:48 |

| #         | タイトル                                                                                       | 作詞・作曲                                                          | プロデューサー                                     | 時間  |
| --------- | ---------------------------------------------------------------------------------------------- | ------------------------------------------------------------------- | -------------------------------------------------- | ----- |
| 1.        | 「You'll Think of Me」(Jeremy Wheatley mix)                                                    | ダレル・ブラウン （ 英語版 ） タイ・レイシー デニース・マッコスキー | ダン・ハフ （ 英語版 ） キース・アーバン           | 3:53  |
| 2.        | 「You'll Think of Me」(Justin Niebank, Michael Davis mix / Edit from the Livin' Right Now DVD) | ダレル・ブラウン タイ・レイシー デニース・マッコスキー              | キース・アーバン                                   | 3:58  |
| 3.        | 「If You Wanna Stay」(from the album Keith Urban)                                              | キース・アーバン                                                    | マット・ローリングズ （ 英語版 ） キース・アーバン | 4:27  |
| 4.        | 「What About Me」(from the album Golden Road)                                                  | ロドニー・クロウエル キース・アーバン                               | キース・アーバン                                   | 3:51  |
| 合計時間: | 合計時間:                                                                                      | 合計時間:                                                           | 合計時間:                                          | 16:09 |

## 演奏
※出典
- キース・アーバン - リード・ボーカル、バッキング・ボーカル、リードギター、リズムギター
- トム・ブコヴァッツ（英語版） - リズムギター
- マット・チェンバレン - ドラムス
- エリック・ダーケン（英語版） - パーカッション
- ダン・ダグモア - ギター
- スティーブ・ネイサン（英語版） - キーボード
- ジミー・リー・スロース（英語版） - ベース
- テレル・ラッセル - バッキング・ボーカル

## チャート成績
| チャート（2004年 - 2005年）       | 最高位 |
| --------------------------------- | ------ |
| US Billboard Hot 100              | 24     |
| US Adult Contemporary (Billboard) | 2      |
| US Adult Top 40 (Billboard)       | 6      |
| US Hot Country Songs (Billboard)  | 1      |
| US Pop Airplay (Billboard)        | 38     |

| チャート（2004年）           | 順位 |
| ---------------------------- | ---- |
| US Billboard Hot 100         | 93   |
| US Country Songs (Billboard) | 3    |

## 認定
| 国/地域                          | 認定        | 認定/売上数 |
| -------------------------------- | ----------- | ----------- |
| アメリカ合衆国 (RIAA)            | 2× Platinum | 2,000,000   |
| 認定のみに基づく売上数と再生回数 |             |             |